# Mingrèlia
Mingrèlia és una regió occidental de Geòrgia. Té al nord-oest Abkhàzia, al nord la Svanètia, al nord-est la Ratxa, a l'est, la Imerècia, al sud la Gúria, i a l'oest el mar Negre.
Els habitants de Mingrèlia parlen el mingrelià, emparentat amb el kartlià de Geòrgia. Alguns mingrelians es consideren diferents del georgians i fins i tot existeix un partit nacionalista que en demana la independència. Aquest partit, el Margaluri Nacionalisturi Partiasi (Partit Nacionalista Mingrelià), va ser fundat el 1989 sota el nom d'Organització nacionalista de Mingrèlia per Nugzar Dzhodzhua que estava deportat a Rússia.

## Història

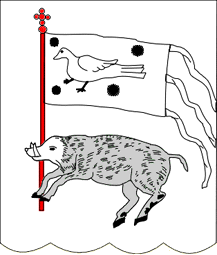
Estendard de Mingrèlia

El 1184 Vardan II Dadiani, probablement d'una família d'aznauris (senyors) ben arrelada al país, fou nomenat mtavari hereditari de Mingrèlia que incloïa l'Abkhàzia, en premi als seus serveis militars. Des del 1320 Mingrèlia va assolir una més gran independència.
El 1535 el rei d'Imerècia va conquerir el Samtskhé. Els nobles (thavadis) d'aquesta regió, que llavors era independent, demanaren ajuda a l'Imperi Otomà, però l'exèrcit enviat pels turcs algun temps després va ser derrotat i rebutjat pel rei Bagrat. El sultà va enviar llavors els governadors d'Erzurum i Diyarbekir amb un fort exèrcit. El mthavari de Mingrèlia i Abkhàzia, Levan I Dadiani va abandonar el rei així com els aznauris de Meskhètia (Samtskhé) i els turcs van triomfar a la batalla de Sokhoista, a la província de Bassiani, a l'extrem sud-oest de Geòrgia. En represàlia, poc temps després, el rei Bagrat va invitar a Levan I a una recepció i el va fer empresonar. Un intent similar amb el mthavari de Gúria no va reeixir. Levan es va poder escapar amb l'ajuda dels senyors locals de Mingrèlia i des de llavors Mingrèlia i Gúria no van obeir més al rei d'Imerècia.
El 1533 els mtavaris de Mingrèlia i Gúria van atacar l'Abkhàzia Menor, que s'havia sotmès als otomans, sense èxit.
Els mthavaris de Mingrèlia augmentaven el seu poder. El rei Levan I d'Imerècia va ser derrotat i empresonat per Mamia Dadiani de Mingrèlia el 1589 i va morir a la presó de Shketi, a Mingrèlia el 1590
Cap a començaments del segle xvii (a començaments del regnat de Levan II Dadiani, quan aquest era jove doncs havia nascut el 1592) els Abashidze d'Abkhàzia, que depenien de Mingrèlia, es van independitzar i es van sotmetre els otomans. La frontera amb Mingrèlia es va establir al riu Kodori. Levan Dadiani es va casar amb Thanuria, filla de Setéman Shirvashidze, però després van venir guerres entre ambdós i Setéman va haver de pagar tribut.
El mthavari Levan II Dadiani (1611-1657) va arribar a tenir més poder que el rei d'Imerècia i va sotmetre el principat de Gúria a vassallatge. El 1636 el mthavari va fer presoner al rei d'Imerècia Jordi III que només va ser alliberat després de pagar un fort rescat. Levan Dadiani va morir el 1657 i el 1658 el rei Alexandre d'Imerècia va atacar Mingrèlia on va instal·lar com a mthavro o mthavari a Vamikh Lipartiani, parent dels Dadiani. Aquest es va revoltar el 1661 contra el rei usurpador d'Imerècia Vakhtang i el va deposar.
Levan III Dadiani de Mingrèlia (1661-1681) es va revoltar contra el rei d'Imerècia Bagrat el Cec. Després d'un temps de lluita Levan va ésser fet presoner. Per posar fi a les lluites els senyors van declarar divorciat a Levan i a la seva dona Thamar i van casar a aquesta amb el rei i a Levan amb la germana del rei (que era l'amant de Levan).
Això va restablir la pau per un temps però al cap de quatre anys la guerra va tornar a començar, ara per posseir a Thamar, dona de gran bellesa, a la qual cosa es va afegir el gran senyor de Gúria que també n'estava enamorat i la volia per ell. Bagrat va guanyar i finalment es va fer la pau.
El 1672 Jordi Gurieli, de Gúria, es va revoltar per obtenir a Thamar i la va aconseguir amb ajuda truca, però finalment Bagrat i Jordi es van reconciliar i la filla de Thamar, Daredjan, es va casar amb Jordi. El 1678 Levan III Dadiani es va revoltar i va cridar al tron a Artxil (Shah Nazar Khan). Thamar fou amagada a la fortalesa de Skanda, però Artxil la va ocupar i va entregar Thamar al seu aliat Levan. Llavors Jordi Gurieli es va aixecar per Bagrat i amb ajuda turca va atacar Artxil, que va fugir a Ratxa, i Bagrat fou proclamat rei, entrant a Mingrèlia i derrotant a Levan. Es va tornar a casar amb Thamar el 1679.
El 1681 següent moriren Levan i Bagrat i a aquest últim el va succeir el seu fill Alexandre IV, deposat ràpidament per Jordi Gurieli que es va tornar a casar amb Thamar fins que va ser deposat pel rei Jordi de Kartli el 1683. Thamar va ser enviada a Mingrèlia on va morir poc després.
En aquests anys el Shirvashidze van envair Mingrèlia i a finals del segle xvii Abkhàzia s'havia estes cap a territori de Mingrèlia.
El 1802 Grigol I, combatut per Salomó II d'Imerècia, va demanar el protectorat rus, que després es va establir el 1803.
El país va ser annexionat per Rússia el 1857 i incorporat al govern rus de Kutaïsi.
Amb la revolució (1917) va formar part de la Transcaucàsia, primer autònoma i després independent (1918) i ràpidament dissolta originant tres repúbliques, entre elles la de Geòrgia, de la qual Mingrèlia va formar part. Establert el règim bolxevic (1922), es va integrar en una República Soviètica federal de Transcaucàsia (1923) que el 1924 va integrar-se a la Unió Soviètica. Dissolta el 1936 va ressorgir la república Soviètica de Geòrgia, ara dins de l'URSS. El 1991 va formar part de la Geòrgia independent. Mingrèlia és el país originari de Zviad Gamsajurdia, el primer president democràtic de Geòrgia (1989) enderrocat el 1991. Zugdidi es considera el feu dels seus partidaris. El 1992 es van revoltar i van dominar la Geòrgia occidental per unes setmanes, però van acabar derrotats.

## Mtavaris de Mingrèlia
- Vardan I Dadiani (llegendari)
- Vardan II Dadiani 1184-c. 1213
- Serghil Dadiani 1213-c. 1250
- Vardan III Dadiani c. 1250-c.1260
- Tsotne Dadiani c. 1260-c. 1300
- Jordi I Dadiani c. 1300-1323
- Mamia I Dadiani-Gurieli 1323-1345
- Jordi II Dadiani-Gurieli 1345-1384
- Vamek I Dadiani 1384-1396
- Mamia II Dadiani 1396-1414
- Liparit I Dadiani 1414-1470
- Samsan ed-Daula Dadiani 1470-1474
- Vamek II Dadiani 1474-1482
- Liparit II Dadiani 1482-1512
- Mamia III Dadiani 1512-1532
- Levan I Dadiani 1532-1546
- Jordi III Dadiani 1546-1574
- Mamia IV Dadiani 1574
- Jordi III Dadiani (segona vegada) 1574-1582
- Mamia IV Dadiani (segona vegada) 1582-1590
- Mamuka I Dadiani 1590-1611
- Levan II Dadiani 1611-1657
- Liparit III Dadiani 1657-1658
- Vamek III Dadiani 1658-1661
- Levan III Dadiani 1661-1681
- Levan IV Dadiani 1681-1691
- Jordi IV Txikovani 1691-1715
- Katsia I Dadiani 1704-1710 (associat)
- Bejan Dadiani 1715-1728
- Otia Dadiani 1728-1744
- Katsia II Dadiani 1744-1788
- Grigol Dadiani 1788-1791
- Mamuka II Dadiani 1791-1793
- Tariel Dadiani 1793-1794
- Grigol Dadiani (segona vegada) 1794-1802
- Tariel Dadiani (segona vegada) 1802
- Grigol Dadiani (tercera vegada) 1802-1804
- Levan V Dadiani 1804-1840
- David Dadiani 1840-1853
- Nicolau Dadiani 1853-1867 (deposat 1856, annexat 1857, abdicació 1867).